# تقاطيع (أحياء)

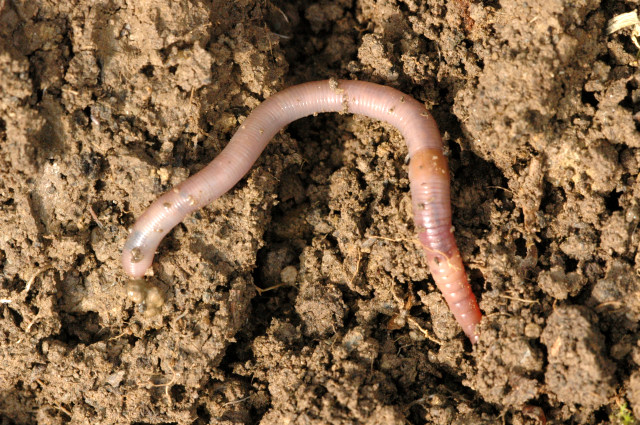
تم التقاط الصورة في كومانستر، منطقة آردين العليا البلجيكية. الأنواع: لومبريكوس تيريستريس

التشدف هي جزء خارجي مكرر من الكائن الحي، يمثل تكراره لتكوين كائن حي مكتمل. ويمكن ملاحظة العقلة لدى كائنات حية عدة كأم أربع وأربعين  و الديدان الحلقية.